# Naxos
Naxos (Νάξος, phát âm [ˈnaksos]) là một hòn đảo của Hy Lạp, với diện tích (429 km2 (166 dặm vuông Anh)), đây là đảo lớn nhất của nhóm đảo Cyclades trên biển Aegea. Đảo là trung tâm của nền văn hóa Cyclades cổ xưa.
Đảo bao gồm hai khu tự quản là Naxos và Drymalia. Đô thị lớn nhất và là thủ phủ của đảo là Hora hay Naxos với 6.533 cư dân theo điều tra vào năm 2001. Các làng chính là Filoti, Apiranthos, Vivlos, Agios Arsenios, Koronos và Glinado.
Naxos là một điểm đến du lịch được biết tới, với một số di tích có thể tiếp cận dễ dàng. Đảo cũng có một số bãi biển đẹp, như tại Agia Anna, Agios Prokopios, Alikos, Kastraki, Mikri Vigla, Plaka và Agios Georgios, hầu hết trong số chúng nằm gần Hora. Naxos là hòn đảo có đất đai màu mỡ nhất trong nhóm Cyclades. Đảo cũng là một nguồn cung cấp nước sạch cho khu vực do nước sạch tại các đảo khác của Cyclades thường không đủ dùng. Núi Zeus (1003 mét) là đỉnh cao nhất tại Cyclades, và giữ lại các đám mây, đem đến lượng mưa lớn hơn. Điều này đã khiến cho nông nghiệp trở thành một lĩnh vực kinh tế quan trọng với nhiều loài rau quả hay cây trồng khác nhau cũng như chăn nuôi gia súc, khiến cho Naxos là đảo tự túc được lương thực thực phẩm ở mức độ cao nhất tại Cyclades. Naxos được cả nước Hy Lạp biết đến với nông sản khoai tây.

## Naxos thần thoại

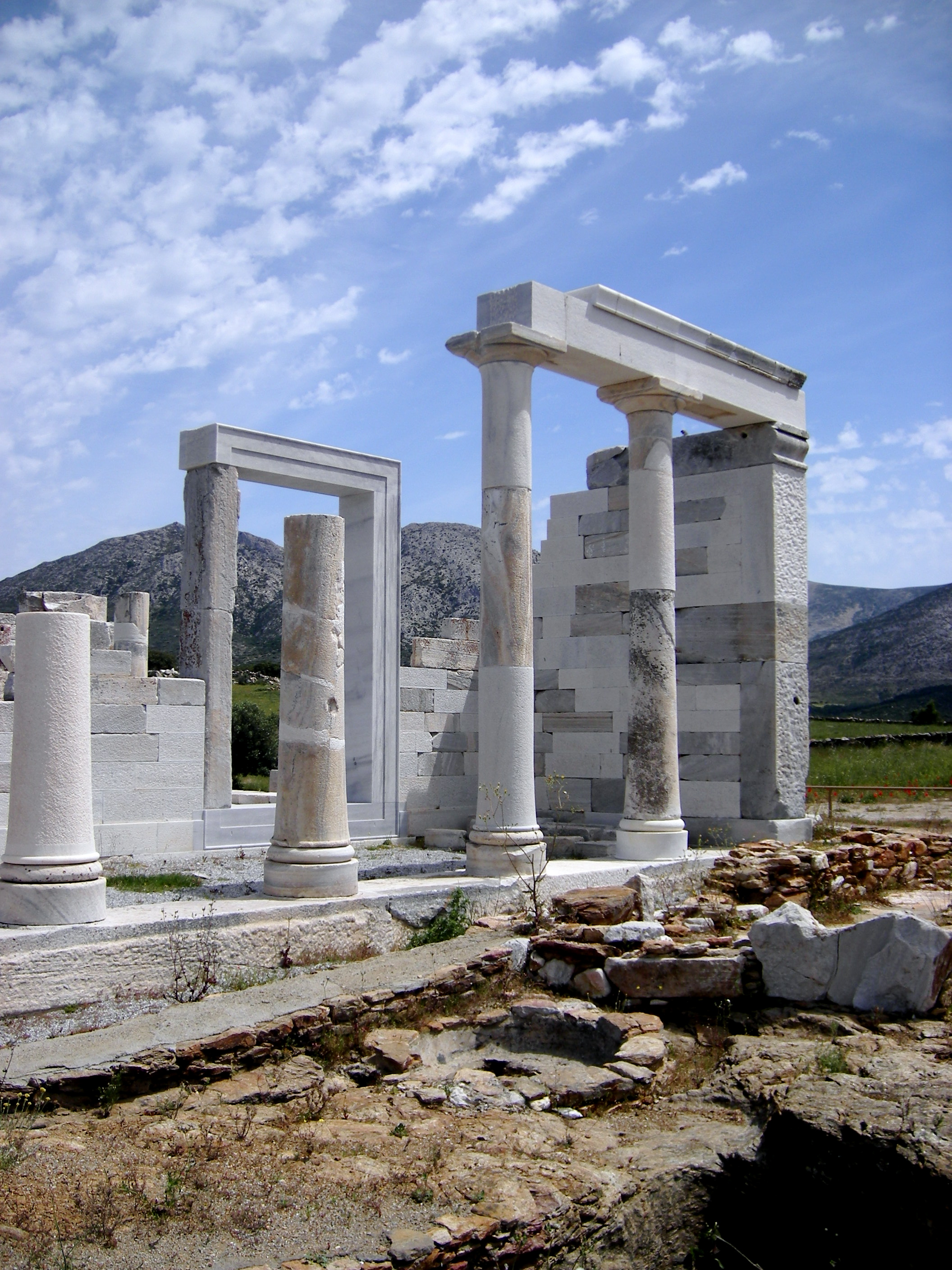
Demeter Temple

Theo thần thoại Hy Lạp, Zeus hồi trẻ đã lớn lên tại một hang động trên núi Zas ("Zas" nghĩa là "Zeus"). Homer đề cập đến "Dia"; nghĩa là hòn đảo thiêng "của Nữ thần". Karl Kerenyi giải thích:
| “ | Tên gọi này, Dia, nghĩa là 'thiên đường' hay 'thần thánh', được áp dụng cho một số hòn đảo dốc đứng tại biển [biển Aegea | ” |

Một truyền thuyết kể rằng trong thời đại Anh hùng trước Chiến tranh thành Troia, Theseus đã bỏ rơi công chúa Ariadne của Crete trên hòn đảo này sau khi cô đã giúp ông giết chết Minotaur và thoát khỏi mê cung. Dionysus (thần rượu vang, lễ hội, và năng lượng nguyên thủy của cuộc sống) là người bảo hộ của hòn đảo, đã gặp Ariadne và phải lòng với cô. Nhưng cuỗi cùng Ariadne đã không thể chịu đựng việc chia tách với Theseus, nê có thể đã tự tử (theo người Athens), hoặc đi lên thiên đường (bản cổ nhất). Phần về Naxos trong thần thoại Ariadne cũng được nói tới trong vở nhạc kịch Ariadne auf Naxos của Richard Strauss.

## Lịch sử

### Naxos Hy Lạp và Đông La Mã
Vào thế kỷ 8 và 7 TCN, Naxos thống trị hoạt động thương mại tại Cyclades. Naxos là thành bang Hy Lạp đầu tiên cố gắng rời khỏi liên minh Delos và khoảng năm 476 TCN; Athens nhanh chóng bóp chết ý kiến này và buộc đảo phải loại bỏ tất cả các tàu hải quân. Athens sau đó yêu cầu tất cả các khoản thanh toán trong tương lai của từ Naxos phải bằng vàng thay vì viện trợ quân sự.

### Cuộc nổi dậy Naxos
Herodotus mô tả Naxos vào khoảng năm 500 TCN là một hòn đảo Hy Lạp thịnh vượng nhất.
Năm 502 TCN, một cuộc tấn công không thành công Naxos của các lực lượng Ba Tư đã khiến một số nhân vật xuất chúng tại các thành phố hy Lạp ở Ionia nổi dậy chống lại đế quốc Ba Tư trong cuộc nổi dậy Ionia, và sau đó là chiến tranh giữa Hy Lạp và Ba Tư.

### Công quốc Naxos
Sau cuộc Thập tự chinh lần thứ tư, Đế quốc Latin dưới sự ảnh hưởng của người Venezia được thành lập tại Constantinopolis, một người Venezia là Marco Sanudo đã chinh phục hòn đảo và nhanh chóng chiếm được các phòn đảo còn lại của Cyclades, tự lập mình làm Công tước của Naxia, Hay Công tước của Quần đảo. 21 công tước thuộc hai triều đại đã cai trị Quần đảo cho đến năm 1566; Quyền cai trị của người Venezia tiếp tục tại các hòn đảo rải rác trên biển Aegea cho đến năm 1714. Trong giai đoạn này, hòn đảo được gọi với tên tiếng Ý của nó, là Nasso.

### Naxos thuộc Ottoman (1564–1821)
Chính quyền cai trị hòn đảo dưới thời đế chế Ottoman vẫn nằm trong tay người Venezia; mối quan tâm của Porte tập trung vào việc hoàn tất việc thu thuế. Rất ít người Thổ Nhĩ Kỳ đã từng định cư tại Naxos, và ảnh hưởng của họ đối với hòn đảo là nhỏ. Dưới quyền cai trị của đế chế Ottoman, hòn đảo được gọi với cái tên tiếng Thổ Nhĩ Kỳ: Nakşa. Hòn đảo thuộc chủ quyền của Ottoman cho đến năm 1821 khi dân đảo nổi dậy; Naxos cuối cùng trở thành một thành viên của nhà nước Hy Lạp vào năm 1832.

## Khí hậu
| Dữ liệu khí hậu của Naxos, Greece        | Dữ liệu khí hậu của Naxos, Greece | Dữ liệu khí hậu của Naxos, Greece | Dữ liệu khí hậu của Naxos, Greece | Dữ liệu khí hậu của Naxos, Greece | Dữ liệu khí hậu của Naxos, Greece | Dữ liệu khí hậu của Naxos, Greece | Dữ liệu khí hậu của Naxos, Greece | Dữ liệu khí hậu của Naxos, Greece | Dữ liệu khí hậu của Naxos, Greece | Dữ liệu khí hậu của Naxos, Greece | Dữ liệu khí hậu của Naxos, Greece | Dữ liệu khí hậu của Naxos, Greece | Dữ liệu khí hậu của Naxos, Greece |
| Tháng                                    | 1                                 | 2                                 | 3                                 | 4                                 | 5                                 | 6                                 | 7                                 | 8                                 | 9                                 | 10                                | 11                                | 12                                | Năm                               |
| ---------------------------------------- | --------------------------------- | --------------------------------- | --------------------------------- | --------------------------------- | --------------------------------- | --------------------------------- | --------------------------------- | --------------------------------- | --------------------------------- | --------------------------------- | --------------------------------- | --------------------------------- | --------------------------------- |
| Cao kỉ lục °C (°F)                       | 22.2 (72.0)                       | 22.3 (72.1)                       | 25.4 (77.7)                       | 30.5 (86.9)                       | 33.6 (92.5)                       | 36.2 (97.2)                       | 37.4 (99.3)                       | 34.0 (93.2)                       | 33.0 (91.4)                       | 30.8 (87.4)                       | 28.8 (83.8)                       | 24.0 (75.2)                       | 37.4 (99.3)                       |
| Trung bình ngày tối đa °C (°F)           | 14.3 (57.7)                       | 14.4 (57.9)                       | 15.7 (60.3)                       | 18.6 (65.5)                       | 21.9 (71.4)                       | 25.7 (78.3)                       | 26.6 (79.9)                       | 26.2 (79.2)                       | 24.6 (76.3)                       | 21.4 (70.5)                       | 18.6 (65.5)                       | 15.8 (60.4)                       | 20.3 (68.5)                       |
| Trung bình ngày °C (°F)                  | 12.0 (53.6)                       | 12.1 (53.8)                       | 13.3 (55.9)                       | 16.1 (61.0)                       | 19.4 (66.9)                       | 23.2 (73.8)                       | 24.7 (76.5)                       | 24.4 (75.9)                       | 22.6 (72.7)                       | 19.3 (66.7)                       | 16.2 (61.2)                       | 13.7 (56.7)                       | 18.1 (64.6)                       |
| Tối thiểu trung bình ngày °C (°F)        | 9.3 (48.7)                        | 9.3 (48.7)                        | 10.2 (50.4)                       | 12.5 (54.5)                       | 15.4 (59.7)                       | 19.2 (66.6)                       | 21.7 (71.1)                       | 21.7 (71.1)                       | 19.8 (67.6)                       | 16.6 (61.9)                       | 13.4 (56.1)                       | 10.9 (51.6)                       | 15.0 (59.0)                       |
| Thấp kỉ lục °C (°F)                      | 0.4 (32.7)                        | −1.0 (30.2)                       | 2.0 (35.6)                        | 5.1 (41.2)                        | 7.1 (44.8)                        | 12.0 (53.6)                       | 14.8 (58.6)                       | 13.6 (56.5)                       | 11.2 (52.2)                       | 7.2 (45.0)                        | 4.5 (40.1)                        | 2.0 (35.6)                        | −1.0 (30.2)                       |
| Lượng Giáng thủy trung bình mm (inches)  | 71.3 (2.81)                       | 58.6 (2.31)                       | 49.8 (1.96)                       | 18.4 (0.72)                       | 9.8 (0.39)                        | 2.8 (0.11)                        | 0.6 (0.02)                        | 2.8 (0.11)                        | 5.7 (0.22)                        | 39.3 (1.55)                       | 47.4 (1.87)                       | 69.4 (2.73)                       | 375.9 (14.80)                     |
| Số ngày giáng thủy trung bình (≥ 1.0 mm) | 8.4                               | 7.7                               | 5.7                               | 3.1                               | 1.4                               | 0.5                               | 0.1                               | 0.1                               | 0.6                               | 3.0                               | 5.0                               | 8.6                               | 44.2                              |
| Độ ẩm tương đối trung bình (%)           | 72.0                              | 71.2                              | 72.0                              | 69.5                              | 70.7                              | 67.8                              | 68.7                              | 70.2                              | 71.1                              | 73.2                              | 73.8                              | 73.3                              | 71.1                              |
| Nguồn: NOAA                              |                                   |                                   |                                   |                                   |                                   |                                   |                                   |                                   |                                   |                                   |                                   |                                   |                                   |

## Lịch sử dân số
| Năm  | Dân số | Thay đổi       |
| ---- | ------ | -------------- |
| 1981 | 14.037 | -              |
| 1991 | 14.838 | +801/+5,71%    |
| 2001 | 18.188 | +3.350/+22,58% |